# 2012-es São Paulo Indy 300
A 2012-es São Paulo Indy 300 volt a 2012-es Izod IndyCar Series szezon negyedik futama. A versenyt 2012. április 29-én rendezték meg a Brazíliai São Paulóban kialakított utcai pályán.

## Nevezési lista
| Csapat                          | Motor     | Első pilóta | Első pilóta         | Második pilóta | Második pilóta     | Harmadik pilóta | Harmadik pilóta   | Negyedik pilóta | Negyedik pilóta  |
| ------------------------------- | --------- | ----------- | ------------------- | -------------- | ------------------ | --------------- | ----------------- | --------------- | ---------------- |
| Team Penske                     | Chevrolet | 2           | Ryan Briscoe        | 3              | Hélio Castroneves  | 12              | Will Power        |                 |                  |
| Panther Racing                  | Chevrolet | 4           | J. R. Hildebrand    |                |                    |                 |                   |                 |                  |
| KV Racing Technology            | Chevrolet | 5           | E. J. Viso          | 8              | Rubens Barrichello | 11              | Tony Kanaan       |                 |                  |
| Lotus-Dragon Racing             | Lotus     | 6           | Katherine Legge     | 7              | Sebastien Bourdais |                 |                   |                 |                  |
| Target Chip Ganassi Racing      | Honda     | 9           | Scott Dixon         | 10             | Dario Franchitti   | 38              | Graham Rahal      | 83              | Charlie Kimball  |
| A. J. Foyt Enterprises          | Honda     | 14          | Mike Conway         |                |                    |                 |                   |                 |                  |
| Rahal Letterman Laningan Racing | Honda     | 15          | Szató Takuma        |                |                    |                 |                   |                 |                  |
| Dale Coyne Racing               | Honda     | 18          | Justin Wilson       | 19             | James Jakes        |                 |                   |                 |                  |
| Ed Carpenter Racing             | Chevrolet | 20          | Ed Carpenter        |                |                    |                 |                   |                 |                  |
| Lotus-Dreyer & Reinbold Racing  | Lotus     | 22          | Oriol Servià        |                |                    |                 |                   |                 |                  |
| Andretti Autosport              | Chevrolet | 25          | Ana Beatriz         | 26             | Marco Andretti     | 27              | James Hinchcliffe | 28              | Ryan Hunter-Reay |
| Sarah Fisher Hartman Racing     | Honda     | 67          | Josef Newgarden     |                |                    |                 |                   |                 |                  |
| Schmidt Hamilton Motorsports    | Honda     | 77          | Simon Pagenaud      |                |                    |                 |                   |                 |                  |
| Lotus-HVM Racing                | Lotus     | 78          | Simona de Silvestro |                |                    |                 |                   |                 |                  |
| HIVATALOS NEVEZÉSI LISTA        |           |             |                     |                |                    |                 |                   |                 |                  |

## Eredmények

### Időmérő
| Pozíció | #  | Pilóta              | Csapat                          | Motor     | Egyes csoport | Kettes csoport | Top 12    | Fast 6    |
| ------- | -- | ------------------- | ------------------------------- | --------- | ------------- | -------------- | --------- | --------- |
| 1       | 12 | Will Power          | Team Penske                     | Chevrolet | 1:21.6133     |                | 1:21.2718 | 1:21.4045 |
| 2       | 10 | Dario Franchitti    | Chip Ganassi Racing             | Honda     |               | 1:21.5667      | 1:21.5987 | 1:21.4485 |
| 3       | 9  | Scott Dixon         | Chip Ganassi Racing             | Honda     | 1:21.7138     |                | 1:21.5869 | 1:21.8545 |
| 4       | 27 | James Hinchcliffe   | Andretti Autosport              | Chevrolet | 1:21.9420     |                | 1:21.5856 | 1:21.9956 |
| 5       | 28 | Ryan Hunter-Reay    | Andretti Autosport              | Chevrolet |               | 1:21.7214      | 1:21.7725 | 1:22.2408 |
| 6       | 18 | Justin Wilson       | Dale Coyne Racing               | Honda     |               |                | 1:21.7386 | 1:22.2681 |
| 7       | 38 | Graham Rahal        | Chip Ganassi Racing             | Honda     |               | 1:22.0779      | 1:21.8033 |           |
| 8       | 14 | Mike Conway         | A. J. Foyt Enterprises          | Honda     |               | 1:21.9979      | 1:21.8122 |           |
| 9       | 67 | Josef Newgarden     | Sarah Fisher Hartman Racing     | Honda     |               | 1:21.8607      | 1:21.7301 |           |
| 10      | 2  | Ryan Briscoe        | Team Penske                     | Chevrolet |               | 1:22.0104      | 1:22.4404 |           |
| 11      | 26 | Marco Andretti      | Andretti Autosport              | Chevrolet | 1:22.3696     |                | 1:21.8498 |           |
| 12      | 11 | Tony Kanaan         | KV Racing Technology            | Chevrolet | 1:22.3672     |                | 1:23.1766 |           |
| 13      | 8  | Rubens Barrichello  | KV Racing Technology            | Chevrolet | 1:22.3939     |                |           |           |
| 14      | 5  | E. J. Viso          | KV Racing Technology            | Chevrolet |               | 1:22.1404      |           |           |
| 15      | 4  | J. R. Hildebrand    | Panther Racing                  | Chevrolet | 1:22.4321     |                |           |           |
| 16      | 83 | Charlie Kimball     | Chip Ganassi Racing             | Honda     |               | 1:22.1973      |           |           |
| 17      | 77 | Simon Pagenaud      | Schmidt-Hamilton Motorsports    | Honda     | 1:22.4354     |                |           |           |
| 18      | 19 | James Jakes         | Dale Coyne Racing               | Honda     |               | 1:22.3840      |           |           |
| 19      | 7  | Sebastien Bourdais  | Lotus-Dragon Racing             | Lotus     | 1:23.1331     |                |           |           |
| 20      | 3  | Hélio Castroneves   | Team Penske                     | Chevrolet |               | 1:22.4143      |           |           |
| 21      | 25 | Ana Beatriz         | Andretti Autosport              | Chevrolet | 1:23.2692     |                |           |           |
| 22      | 20 | Ed Carpenter        | Ed Carpenter Racing             | Chevrolet |               | 1:22.9424      |           |           |
| 23      | 78 | Simona de Silvestro | Lotus-HVM Racing                | Lotus     | 1:23.6762     |                |           |           |
| 24      | 22 | Oriol Servià        | Lotus-Dreyer & Reinbold Racing  | Lotus     |               | 1:23.4509      |           |           |
| 25      | 6  | Katherine Legge     | Lotus-Dragon Racing             | Lotus     | 1:12.1142     |                |           |           |
| 26      | 15 | Szató Takuma        | Rahal Letterman Laningan Racing | Honda     |               | Nincs idő      |           |           |

## Rajtfelállás
| Rajtsor | Belső ív | Belső ív          | Külső ív | Külső ív            |
| --- | -------- | ----------------- | -------- | ------------------- |
| 1 | 12       | Will Power        | 10       | Dario Franchitti    |
| 2 | 9        | Scott Dixon       | 27       | James Hinchcliffe   |
| 3 | 28       | Ryan Hunter-Reay  | 38       | Graham Rahal        |
| 4 | 14       | Mike Conway       | 67       | Josef Newgarden     |
| 5 | 2        | Ryan Briscoe      | 26       | Marco Andretti      |
| 6 | 11       | Tony Kanaan       | 8        | Rubens Barrichello  |
| 7 | 5        | E. J. Viso        | 4        | J. R. Hildebrand    |
| 8 | 83       | Charlie Kimball   | 77       | Simon Pagenaud      |
| 9 | 19       | James Jakes       | 7        | Sebastien Bourdais  |
| 10 | 3        | Hélio Castroneves | 25       | Ana Beatriz         |
| 11 | 20       | Ed Carpenter      | 78       | Simona de Silvestro |
| 12 | 22       | Oriol Servià      | 6        | Katherine Legge †   |
| 13 | 15       | Szató Takuma †    | 18       | Justin Wilson ‡     |
| † 10 rajthelyes büntetést kapott motorcsere miatt                                                             |          |                   |          |                     |
| ‡ Az utolsó rajthelyre sorolták, mert az autója az időmérő edzést követően megbukott a technikai ellenőrzésen |          |                   |          |                     |

### Verseny
| Pozíció | #  | Pilóta              | Csapat                         | Motor     | Futott kör | Idő/Kiesés oka | Rajthely | Élen töltött körök száma | Pont |
| ------- | -- | ------------------- | ------------------------------ | --------- | ---------- | -------------- | -------- | ------------------------ | ---- |
| 1.      | 12 | Will Power          | Team Penske                    | Chevrolet | 75         | 2:08:18.2816   | 1        | 63                       | 53   |
| 2.      | 28 | Ryan Hunter-Reay    | Andretti Autosport             | Chevrolet | 75         | +0.9045        | 5        | 0                        | 40   |
| 3.      | 15 | Szató Takuma        | Rahal Letterman Lanigan Racing | Honda     | 75         | +2.3905        | 25       | 0                        | 35   |
| 4.      | 3  | Hélio Castroneves   | Team Penske                    | Chevrolet | 75         | +4.5489        | 18       | 2                        | 32   |
| 5.      | 10 | Dario Franchitti    | Chip Ganassi Racing            | Honda     | 75         | +5.1722        | 2        | 1                        | 30   |
| 6.      | 27 | James Hinchcliffe   | Andretti Autosport             | Chevrolet | 75         | +6.2615        | 4        | 1                        | 28   |
| 7.      | 4  | J. R. Hildebrand    | Panther Racing                 | Chevrolet | 75         | +8.3764        | 14       | 0                        | 26   |
| 8.      | 83 | Charlie Kimball     | Chip Ganassi Racing            | Honda     | 75         | +8.5905        | 15       | 0                        | 24   |
| 9.      | 5  | E. J. Viso          | KV Racing Technology           | Chevrolet | 75         | +10.3449       | 13       | 0                        | 22   |
| 10.     | 8  | Rubens Barrichello  | KV Racing Technology           | Chevrolet | 75         | +10.8477       | 12       | 0                        | 20   |
| 11.     | 22 | Oriol Servià        | Dreyer & Reinbold Racing       | Lotus     | 75         | +24.4771       | 23       | 0                        | 19   |
| 12.     | 77 | Simon Pagenaud      | Schmidt Hamilton Motorsports   | Honda     | 74         | +1 Kör         | 16       | 0                        | 18   |
| 13.     | 11 | Tony Kanaan         | KV Racing Technology           | Chevrolet | 74         | +1 Kör         | 11       | 0                        | 17   |
| 14.     | 26 | Marco Andretti      | Andretti Autosport             | Chevrolet | 74         | +1 Kör         | 10       | 0                        | 16   |
| 15.     | 19 | James Jakes         | Dale Coyne Racing              | Honda     | 74         | +1 Kör         | 17       | 0                        | 15   |
| 16.     | 38 | Graham Rahal        | Chip Ganassi Racing            | Honda     | 74         | +1 Kör         | 6        | 0                        | 14   |
| 17.     | 9  | Scott Dixon         | Chip Ganassi Racing            | Honda     | 74         | +1 Kör         | 3        | 8                        | 13   |
| 18.     | 7  | Sebastien Bourdais  | Dragon Racing                  | Lotus     | 74         | +1 Kör         | 22       | 0                        | 12   |
| 19.     | 14 | Mike Conway         | A. J. Foyt Enterprises         | Honda     | 73         | +2 Kör         | 7        | 0                        | 12   |
| 20.     | 25 | Ana Beatriz         | Andretti Autosport             | Chevrolet | 73         | +2 Kör         | 19       | 0                        | 12   |
| 21.     | 20 | Ed Carpenter        | Ed Carpenter Racing            | Chevrolet | 72         | +3 Kör         | 20       | 0                        | 12   |
| 22.     | 18 | Justin Wilson       | Dale Coyne Racing              | Honda     | 66         | Váltó          | 26       | 0                        | 12   |
| 23.     | 67 | Josef Newgarden     | Sarah Fisher Hartman Racing    | Honda     | 61         | Baleset        | 8        | 0                        | 12   |
| 24.     | 78 | Simona de Silvestro | HVM Racing                     | Lotus     | 28         | Baleset        | 21       | 0                        | 12   |
| 25.     | 2  | Ryan Briscoe        | Team Penske                    | Chevrolet | 21         | Baleset        | 9        | 0                        | 10   |
| 26.     | 6  | Katherine Legge     | Dragon Racing                  | Lotus     | 20         | Baleset        | 24       | 0                        | 10   |

### Verseny statisztikák
A verseny alatt 5-ször változott az élen álló személye 5 versenyző között.
| Változás az élen | Változás az élen  |
| Kör              | Élen              |
| ---------------- | ----------------- |
| 52               | Dario Franchitti  |
| 53               | Hélio Castroneves |
| 55               | James Hinchcliffe |
| 56               | Scott Dixon       |
| 64               | Will Power        |

| Élen töltött körök száma | Élen töltött körök száma            |
| Körök                    | Versenyző                           |
| ------------------------ | ----------------------------------- |
| 63                       | Will Power                          |
| 8                        | Scott Dixon                         |
| 2                        | Hélio Castroneves                   |
| 1                        | Dario Franchitti, James Hinchcliffe |

| Sárga zászlók: 5 alkalommal összesen 15 körön át | Sárga zászlók: 5 alkalommal összesen 15 körön át                                               |
| Körök                                            | Ok                                                                                             |
| ------------------------------------------------ | ---------------------------------------------------------------------------------------------- |
| 23-25                                            | #2-es autó balesete a 10-es kanyarban                                                          |
| 27-28                                            | #10-es és 14-es autó balesete az 1-es kanyarban                                                |
| 30-32                                            | #7-es, #14-es, #19-es, #67-es, #78-as és a #83-as autó balesete a 2-es kanyarban               |
| 63-66                                            | #67-es autó balesete a 6-os kanyarban                                                          |
| 68-70                                            | #9-es, #11-es, #14-es, #19-es, #25-ös, #26-os, #38-as és #77-es autó balesete a 2-es kanyarban |

## Bajnokság állása a verseny után
Pilóták bajnoki állása
| Pozíció | Pilóta             | Pontok |
| ------- | ------------------ | ------ |
| 1       | Will Power         | 180    |
| 2       | Hélio Castroneves  | 135    |
| 3       | James Hinchcliffe  | 123    |
| 4       | Ryan Hunter-Reay   | 121    |
| 5       | Simon Pagenaud (R) | 118    |

Gyártók bajnoksága
| Pozíció | Gyártó    | Pontok |
| ------- | --------- | ------ |
| 1       | Chevrolet | 36     |
| 2       | Honda     | 24     |
| 3       | Lotus     | 16     |